# 大奧斯尼亞基
51°41′16″N 31°11′43″E / 51.68778°N 31.19528°E
大奧斯尼亞基（烏克蘭語：Великі Осняки），是烏克蘭北部的村莊，隸屬切爾尼希夫州的切爾尼希夫區。該村始建於1726年，面積0.64平方公里，海拔高度143米，2001年人口227。